# The Legend of Zelda: Echoes of Wisdom
The Legend of Zelda: Echoes of Wisdom (ゼルダの伝説 知恵のかりもの?, Zeruda no Densetsu: Chie no Karimono) è un'avventura dinamica sviluppata da Nintendo e Grezzo e pubblicata da Nintendo, il 26 settembre 2024, per Nintendo Switch. Per la prima volta nella storia della serie, il personaggio giocante del titolo non è Link ma la principessa Zelda.

## Trama
Gli abitanti di Hyrule stanno scomparendo inghiottiti da strani squarci che sono apparsi all'improvviso. Fra le vittime c'è anche Link, che viene assorbito poco dopo aver sconfitto Ganon e liberato da un sortilegio la principessa Zelda. Tornata al borgo di Hyrule, la principessa è accolta dal suo popolo con gioia, ma viene poco dopo incarcerata con l'accusa di essere l'artefice dei suddetti squarci. Benché l'ordine sia partito da suo padre, il re di Hyrule, Zelda capisce subito che c'è qualcosa che non va in lui e cerca di fuggire dai sotterranei del castello. Proprio lì è visitata da una misteriosa creatura fatata di nome Tri, che le dona un bastone magico capace di evocare repliche di oggetti e nemici incontrati lungo il suo viaggio. Scappata dalle prigioni — anche grazie all'aiuto della sua fidata balia Impa — a Zelda non resta che mettersi in viaggio per provare la sua innocenza, smascherare il sortilegio che ha colpito il Re e scoprire cosa si cela dietro la natura dei misteriosi squarci.

## Modalità di gioco
Il giocatore controlla la principessa Zelda, che può usare il potere del bastone magico di Tri per creare le "repliche", ovvero delle riproduzioni di oggetti e mostri del mondo circostante. Tuttavia, esiste un limite al numero di repliche che possono essere evocate e ognuna di essa ha un costo diverso; la quantità di repliche che possono essere create è indicato dal numero di triangoli visibili dietro Tri. Zelda può anche "collegarsi" agli oggetti tramite l'abilità sincronia, permettendo a un oggetto di muoversi con lei, o viceversa usando la sincronia inversa. Oltre a far combattere le repliche contro i nemici, Zelda può combattere i nemici direttamente brandendo una spada che la trasforma nella forma spadaccina, che assomiglia a Link. La modalità spadaccina può essere utilizzata solo per un tempo limitato prima che la sua energia debba essere reintegrata raccogliendo le sfere di energia trovate nel mondo del Nulla o sconfiggendo i mostri che escono dagli squarci. Danpei, l'inventore di Hyrule, costruisce gli automi, delle macchine radiocomandate, a forma di mostro, dagli effetti vari; dopo un po' di utilizzano si rompono.
Il gioco presenta il diario di viaggio, un sistema di sfide principali e minisfide simile a quello di Breath of the Wild e Tears of the Kingdom.
Zelda può viaggiare attraverso vari metodi: grazie alle repliche, ai punti di teletrasporto veloce chiamati Pilastri di teletrasporto, a piedi o a cavallo. Può anche cambiare abiti, accessori e combinare gli ingredienti per acquistare frullati.
Oltre a Hyrule, il gioco presenta il mondo del Nulla, che è collegato a Hyrule tramite squarci che conducono ciascuno a una sezione diversa di esso, dove le persone, gli oggetti e il terreno trasportati lì sono congelati nel tempo. Ci sono anche dungeon esplorabili da Zelda, ognuno con un boss che deve essere sconfitto per poter proseguire.

### Luoghi

#### Hyrule
La terra di Hyrule è formata dai seguenti luoghi:
- Foresta Meridia: zona iniziale del gioco, dove Zelda si ritrova dopo essere scappata dal Castello al Villaggio Meridia.

- Prateria di Meridia: zona di collegamento fra la foresta e la Piana di Hyrule.

- Piana di Hyrule: zona centrale che collega le altre zone dove si trova inoltre il Castello e il Ranch di Hyrule.

- Piana di Hyrule est: zona di collegamento fra la Piana di Hyrule e le Acque di Jabu, e dove risiede il Palazzo dell'Est.

- Vulcano di Oldin: Il luogo dove vivono i Goron. Alle pendici del vulcano vi si trova il Villaggio Calbarico.

- Deserto Gerudo: deserto dove vive il popolo Gerudo nella loro Cittadella.

- Acque di Jabu: luogo in cui vivono gli Zora di mare, gli Zora di fiume e gli umani del Villaggio Marillimo.

- Giungla di Firone: zona caratterizzata da un labirinto e dalla presenza dei cespugli Deku nel loro Borgo.

- Monte di Hebra: zona innevata imperversa da una tormenta di neve, che ospita il sacro monte di Ranel.

- Bosco Arcaico: zona boschiva misteriosa in cui vive l'albero Deku.

#### Mondo del Nulla
Il Mondo del nulla è una dimensione dove tutto è congelato nel tempo ed ogni cosa è destinata a sparire. Accessibile attraverso gli squarci con l'aiuto di Tri, Zelda ha il compito di esplorarlo e trovare un modo per riportare tutto ciò che si trova al suo interno al suo stato originario.

## Sviluppo
Lo stile artistico del gioco richiama il remake di Link's Awakening, uscito nel 2019 per Nintendo Switch.
Il gioco è stato annunciato per la prima volta il 18 giugno 2024, durante un Nintendo Direct, con la data d'uscita fissata per il 26 settembre 2024.
Inizialmente, secondo quanto riportato dal producer Eiji Aonuma ed i co-director Satoshi Terada e Tomomi Sano, Echoes of Wisdom poteva essere un seguito diretto di A Link to the Past.

## Accoglienza
Il 5 Novembre 2024 Nintendo ha annunciato che il gioco ha venduto 2,58 milioni di copie.
A Novembre 2024 risulta che il gioco ha con oltre 2,5 milioni di unità vendute in meno di una settimana. Secondo l'ultimo report Nintendo di Febbraio 2025, il gioco ha venduto 3.91 milioni di copie al 31 Dicembre 2024.